# Cornell (Illinois)
Cornell es una villa ubicada en el condado de Livingston en el estado estadounidense de Illinois. En el Censo de 2010 tenía una población de 467 habitantes y una densidad poblacional de 281,29 personas por km².

## Geografía
Cornell se encuentra ubicada en las coordenadas 40°59′32″N 88°43′46″O / 40.99222, -88.72944. Según la Oficina del Censo de los Estados Unidos, Cornell tiene una superficie total de 1.66 km², de la cual 1.66 km² corresponden a tierra firme y (0%) 0 km² es agua.

## Demografía
Según el censo de 2010, había 467 personas residiendo en Cornell. La densidad de población era de 281,29 hab./km². De los 467 habitantes, Cornell estaba compuesto por el 94.22% blancos, el 1.07% eran afroamericanos, el 0.21% eran amerindios, el 0% eran asiáticos, el 0% eran isleños del Pacífico, el 2.78% eran de otras razas y el 1.71% pertenecían a dos o más razas. Del total de la población el 3.64% eran hispanos o latinos de cualquier raza.